# Mas Gras
El Mas Gras és una masia del municipi de Callús (Bages) inclosa en l'Inventari del Patrimoni Arquitectònic de Catalunya. A la porta principal hi ha gravada la data de 1905.

## Descripció

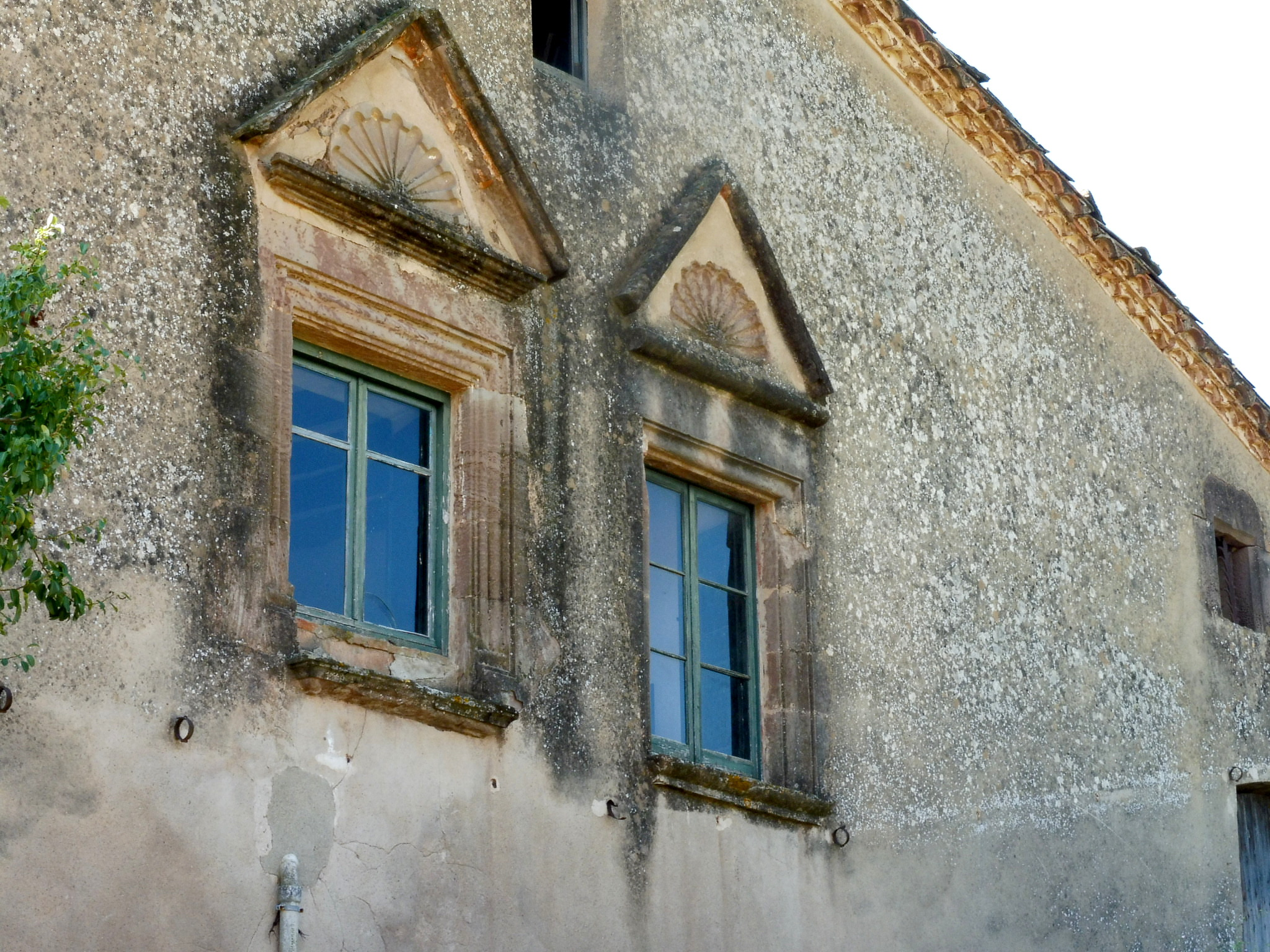
Finestres a la façana nord

És una masia de planta rectangular, coberta a doble vessant, sent però, la part oest més allargada. Està orientada a migdia, i és la cara que disposa de més i més grans obertures: dos porxos obrats amb arcs escarsers al primer pis, i una galeria també d'arcs escarsers en el segon. Un barri tanca la masia a migdia i llevant. La porta principal es troba a l'est. Adossades al mas pel cantó nord-oest hi ha unes tines.
El mas presenta una planta baixa -corrals-, un primer pis - habitatge i un tercer pis - golfes/graner-. A ponent hi ha una rampa que condueix a les tines. En aquesta cara s'obren dues finestres quadrades decorades amb unes motllures. L'aparell és obrat amb carreus units en morter i disposats en filades, encara que no es pot apreciar prou bé, ja que els murs estan arrebossats. Actualment la masia roman tancada.